# 36. Oscar-gála
Az 36. Oscar-gálát, a Filmakadémia díjátadóját 1964. április 13-án tartották meg. Félig üres nézőtér előtt zajlott ez az este, sok esélyes színész maradt távol. Amerika bánatára a legjobb film és rendező angol lett, a minden eddiginél drágább és nagy reményekkel várt Kleopátra megbukott, 44 milliós gyártási költségeit sem hozta be. Elizabeth Taylor azért dühöngött mert 3 órásra vágták az eredetileg több mint 4 órás filmet, és perelte a stúdiót hogy a mozibevételekből is részesedjen. A stúdió Taylort és Richard Burtont perelte a forgatás alatti botrányos viselkedésükért, Rex Harrison meg azért perelt mert nevét lehagyták a plakátokról. Huszonnégy év szünet után kapott újra színes bőrű színész, Sidney Poitier Oscart.

## Kategóriák és jelöltek
nyertesek félkövérrel jelölve

### Legjobb film
- Tom Jones – Woodfall, United Artists-Lopert (British) – Tony Richardson
  - Amerika, Amerika (America, America) – Athena, Warner Bros. – Elia Kazan
  - Kleopátra (Cleopatra) – Wanger, 20th Century-Fox – Walter Wanger
  - Nézzétek a mező liliomait (Lilies of the Field) – Rainbow, United Artists – Ralph Nelson
  - A vadnyugat hőskora (How the West Was Won) – Metro-Goldwyn-Mayer and Cinerama – Bernard Smith

### Legjobb színész
- Sidney Poitier  –  Nézzétek a mező liliomait!
  - Albert Finney                 –  Tom Jones
  - Richard Harris      –  Egy ember ára
  - Rex Harrison                   –  Kleopátra
  - Paul Newman                   –  Hud

### Legjobb színésznő
- Patricia Neal  –  Hud
  - Leslie Caron  –  The L-Shaped Room
  - Shirley MacLaine  –  Irma, te édes (Irma la Douce)
  - Rachel Roberts  –  Egy ember ára (This Sporting Life)
  - Natalie Wood  –  Szerelem a megfelelő idegennel (Love with the Proper Stranger)

### Legjobb férfi mellékszereplő
- Melvyn Douglas  –  Hud
  - Nick Adams  –  A becsület alkonya
  - Bobby Darin  –  Captain Newman M.D.
  - Hugh Griffith  –  Tom Jones
  - John Huston  –  A kardinális

### Legjobb női mellékszereplő
- Margaret Rutherford – The V.I.P.s
  - Diane Cilento – Tom Jones
  - Edith Evans – Tom Jones
  - Joyce Redman – Tom Jones
  - Lilia Skala – Lilies of the Field

### Legjobb rendező
- Tony Richardson – Tom Jones
  - Federico Fellini – 8½
  - Elia Kazan – America, America
  - Otto Preminger – The Cardinal
  - Martin Ritt – Hud

### Legjobb eredeti történet
- How the West Was Won – James Webb
  - 8½ – Federico Fellini, Ennio Flaiano, Tullio Pinelli, Brunello Rondi
  - America, America – Elia Kazan
  - The Four Days of Naples – Carlo Bernari, Pasquale Festa Campanile, Massimo Franciosa, Nanni Loy, Vasco Pratolini
  - Love with the Proper Stranger – Arnold Schulman

### Legjobb adaptált forgatókönyv
- Tom Jones – John Osborne forgatókönyve Henry Fielding: ’’The History of Tom Jones, a Foundling’’ című regénye alapján
  - Captain Newman M. D.- Richard L. Breen, Henry Ephron, Phoebe Ephron forgatókönyve Leo Rosten regénye alapján
  - Hud – Irving Ravetch, Harriet Frank Jr. forgatókönyve Horseman, Pass By by Larry McMurtry regénye alapján
  - Nézzétek a mező liliomait – James Poe forgatókönyve William E. Barrett regénye alapján
  - Vasárnapok Ville d'Avray-ban – Serge Bourguignon, Bernard Eschassériaux forgatókönyve Bernard Eschassériaux: ’’Les Dimanches de Ville d'Avray’’ című regénye alapján

### Legjobb operatőr
- James Wong Howe – Hud (ff)
  - Leon Shamroy –  Kleopátra (színes)

### Látványtervezés és díszlet
Fekete-fehér filmek
- Gene Callahan – Amerika Amerika
  - Piero Gherardi – 8½
  - Hal Pereira, Tambi Larsen, Samuel M. Comer, Robert R. Benton – Hud
  - Hal Pereira, Roland Anderson, Samuel M. Comer, Grace Gregory – Szerelem a megfelelő idegennel
  - George Davis, Paul Groesse, Henry Grace, Hugh Hunt – Twilight of Honor

Színes filmek
- John DeCuir, Jack Martin Smith, Hilyard Brown, Herman Blumenthal, Elven Webb, Maurice Pelling, Boris Juraga, Walter M. Scott, Paul S. Fox, Ray Moyer – Kleopátra
  - Lyle Wheeler, Gene Callahan – The Cardinal
  - Hal Pereira, Roland Anderson, Samuel M. Comer, James W. Payne – Come Blow Your Horn
  - George Davis, William Ferrari (poszhumusz), Addison Hehr, Henry Grace, Don Greenwood Jr., Jack Mills – A vadnyugat hőskora
  - Ralph Brinton, Ted Marshall, Jocelyn Herbert, Josie MacAvin – Tom Jones

### Legjobb vágás
- How the West Was Won – Harold F. Kress
  - The Cardinal – Louis R. Loeffler
  - Cleopatra – Dorothy Spencer
  - A nagy szökés – Ferris Webster
  - It's a Mad, Mad, Mad, Mad World – Frederic Knudtson, Robert C. Jones, Gene Fowler, Jr.

### Legjobb vizuális effektus
- Kleopátra – Emile Kosa, Jr.
  - The Birds – Ub Iwerks

### Legjobb idegen nyelvű film
- 8½ (Otto e mezzo) (Olaszország) – Cineriz, Francinez – Angelo Rizzoli producer – Federico Fellini rendező
  - Kés a vízben (Nóż w wodzie) (Lengyelország) – ZRF "Kamera" – Stanislaw Zylewicz – Roman Polański rendező
  - La Tarantos (Spanyolország) – Films Rovira Beleta, Tecisa, Teresa – José Gutiérrez Mendoza,  Francisco Rovira Beleta producers – Francisco Rovira Beleta rendező
  - The Red Lanterns (Ta kokkina fanaria) (Görögország) – Th. Demaskinos & V. Michaelides – Theophanis A. Demaskinos,  Victor G. Michaelides producerek – Vassilis Georgiadis rendező
  - Twin Sisters of Kyoto (Koto) (琴) (Japán) – Shochiku Films Ltd. – Tyotaro Kyuwata producer – Noboru Nakamura rendező

### Legjobb eredeti filmzene

#### Filmzene, túlnyomórészt eredeti
- Tom Jones – John Addison
  - 55 nap Pekingben (55 Days at Peking) – Dimitri Tiomkin
  - Kleopátra (Cleopatra) – Alex North
  - A vadnyugat hőskora (How the West Was Won) – Alfred Newman és Ken Darby
  - Bolond, bolond világ (It's a Mad, Mad, Mad, Mad World) – Ernest Gold

#### Filmzene – adaptáció vagy feldolgozás
- Irma, te édes (Irma la Douce) – André Previn'
  - Bye Bye Birdie – Johnny Green
  - A New Kind of Love – Leith Stevens
  - Vasárnapok Ville d'Avray-ban (Les dimanches de Ville d'Avray/Sundays and Cybele; francia nyelven) – Maurice Jarre
  - A kőbe szúrt kard (The Sword in the Stone) – George Bruns

## Statisztika

### Egynél több jelöléssel bíró filmek
- 10 : Tom Jones
- 9 : Kleopátra (Cleopatra)
- 8 : A vagnyugat hőskora (How the West Was Won)
- 7 : Hud
- 6 : The Cardinal, It's a Mad, Mad, Mad, Mad World
- 5 : 8 és 1/2 (8½), Nézzétek a mezők liliomait (Lilies of the Field), Szerelem a megfelelő idegennel (Love with the Proper Stranger)
- 4 : America, America
- 3 : Captain Newman, M.D., Irma la Douce
- 2 : 55 Days at Peking, Bye Bye Birdie, A New Kind of Love, Sundays and Cybele, This Sporting Life, Twilight of Honor

### Egynél több díjjal bíró filmek
- 4 : Cleopatra, Tom Jones
- 3 : A vadnyugat hőskora (How the West Was Won), Hud
- 2 : 8 és 1/2 (8½)

## Külső hivatkozások
- Az 1964. év Oscar-díjasai az Internet Movie Database-ben